# 科索尼奥
科索尼奥（義大利語：Cossogno），是意大利韦尔巴诺-库西亚-奥索拉省的一个市镇。总面积40平方公里，人口585人，人口密度14.6人/平方公里（2009年）。ISTAT代码为103023。